# Gownicheruvapalli, Chintamani
Gownicheruvapalli là một làng thuộc tehsil Chintamani, huyện Kolar, bang Karnataka, Ấn Độ.